# Chlamydogobius japalpa
Chlamydogobius japalpa es una especie de peces de la familia de los Gobiidae en el orden de los Perciformes.

## Morfología
Los machos pueden llegar a alcanzar los 5,5 cm de longitud total.

## Hábitat
Es un pez de Agua dulce, de clima tropical y demersal. 

## Distribución geográfica
Se encuentra en Australia: Territorio del Norte. 

## Observaciones
Es inofensivo para los humanos. 